# The Hermetic Organ Vol. 5: Philharmonie de Paris
 (avril 2025).
Si vous disposez d'ouvrages ou d'articles de référence ou si vous connaissez des sites web de qualité traitant du thème abordé ici, merci de compléter l'article en donnant les références utiles à sa vérifiabilité et en les liant à la section « Notes et références ».
The Hermetic Organ Vol. 5: Philharmonie De Paris est le cinquième volume de The Hermetic Organ, une série qui témoigne des concerts d'improvisation que John Zorn a donnés depuis 2011 à l'orgue solo. Ce volume rend compte du concert enregistré dans la Grande salle Pierre Boulez de la Philharmonie de Paris. Il contient également trois pièces enregistrées en répétition quelques heures avant le concert.

## Titres
| No | Titre                 | Durée |
| -- | --------------------- | ----- |
| 1. | Rituel                | 13:20 |
| 2. | Une Crise de Nerfs    | 14:16 |
| 3. | Prière Empoisonné     | 3:12  |
|    | 'in performance'      |       |
| 4. | L’heure des Sorcières | 41:47 |

## Personnel
- John Zorn : orgue